# بخش دوبومی دوارکا
بخش دوبومی دوارکا (به انگلیسی: Devbhumi Dwarka district) یک منطقهٔ مسکونی در هند است که در گجرات واقع شده‌است. بخش دوبومی دوارکا ۴٬۰۵۱ کیلومتر مربع مساحت و ۷۵۲٬۴۸۴ نفر جمعیت دارد.